# Tages 2
Tages 2 (även kallad LP 2 eller bara 2 ) är det andra studioalbumet av det svenska popbandet Tages, släppt den 4 augusti 1966 av Platina Records. Sex av tolv låtar är originalkompositioner.
Albumet spelades in och släpptes under ett trummisbyte. Trummisen Freddie Skantze  lämnade gruppen under inspelningen och ersattes av Tommy "TT" Tausis, som spelar på fyra låtar. Tausis spelade också på Extra Extra innan han lämnade Tages för Spotnicks, för att sedermera bli ersatt av Lasse Svensson.
Precis som förra albumet Tages gavs den ut i 6000 exemplar och såldes i över 10000. 

## Innehåll
I motsats till resten av Tages album är Tages 2  egenproducerad. I det första spåret "Dancing in the Street" gör Tommy Tausis debut; han sjunger och spelar trummor. På albumet finns sex originalkompositioner, varav fem är krediterade till Tommy Blom, Göran Lagerberg, Danne Larsson, Anders Töpel och Freddie Skantze. "Guess Who" kan betraktas som ett tidigt uttryck för Freakbeat. På skivan tar Danne Larsson upp fler instrument än sin vanliga gitarr; han spelar piano, spinett och orgel.
Singeln "In My Dreams", inspelad den 14 juni 1966,  var Tages mest framgångsrika släpp någonsin och nådde nummer ett på både Tio i topp och Kvällstoppen.  Den andra singeln "Crazy 'Bout My Baby" släpptes tre månader efter albumet och blev deras största flopp hittills, eftersom det var den enda som inte nådde topp 10 på Kvällstoppen, utan bara nummer 16.  Den sista singeln släpptes nästan ett år senare, "Dancing in the Street", som misslyckades med att ta sig in på någon av listorna.
Alla låtar är skrivna av Tommy Blom, Göran Lagerberg, Danne Larsson, Anders Töpel och Freddie Skantze om inget annat anges.
 
| Låttitel                   | Låtskrivare                             | Sång                          |
| -------------------------- | --------------------------------------- | ----------------------------- |
| ”Dancing in the Street     | Marvin Gaye, William ”Mickey” Stevenson | Göran Lagerberg, Tommy Tausis |
| ”I Still Remember”         |                                         | Danne Larsson                 |
| ”Guess Who”                |                                         | Göran Lagerberg               |
| ”Get Out of My Life Woman” | Allen Toussaint                         | Göran Lagerberg               |
| ”Jealous Girl”             | Gordon Mills, Brian Weske               | Göran Lagerberg, Tommy Tausis |
| In My Dreams               | Blom, Lagerberg, Larsson, Töpel         | Tommy Blom                    |
| Crazy Bout My Baby         | Robert Mosley                           | Göran Lagerberg, Tommy Tausis |
| I Got You (I Feel Good)    | James Brown                             | Tommy Blom                    |
| Dirty Mind                 |                                         | Göran Lagerberg, Anders Töpel |
| Those Rumors               |                                         | Göran Lagerberg               |
| Leaving Here               | Holland, Dozier, Holland                | Tommy Blom                    |
| Go                         |                                         | Göran Largerberg              |

## Singlar
| År   | Låt                    | B sidan        | Listplaceringar | Listplaceringar |
| År   | Låt                    | B sidan        | Kvällstoppen    | Tio i topp      |
| ---- | ---------------------- | -------------- | --------------- | --------------- |
| 1966 | ”In My Dreams          | ”Leaving Here” | 1               | 1               |
| 1966 | "Crazy 'Bout My Baby"  | ”Go”           | 16              | —               |
| 1967 | ”Dancing In The Street | ”Those Rumors” | —               | —               |